# Jan Kalabiška
Jan Kalabiška (* 22. prosince 1986 Mělník) je český profesionální fotbalista, který hraje na pozici levého záložníka či obránce za český klub FK Pardubice. V roce 2025 přestoupil do Fc Zlín.
Mimo Česko působil na klubové úrovni na Slovensku v klubu FK Senica, kde se v sezóně 2014/15 stal s 19 vstřelenými góly nejlepším kanonýrem slovenské nejvyšší ligy (společně s chorvatským útočníkem Matejem Jelićem). V letech 2016 (s Mladou Boleslaví) a 2022 (se Slováckem) vyhrál český pohár. 

## Klubová kariéra
Svou fotbalovou kariéru začal tento fotbalový univerzál v Neratovicích. Z Neratovic přestoupil do sousední Libiše, v dresu místního TJ Sokol hrál divizi. V létě 2007 zamířil do Příbrami. V roce 2009 odešel hostovat do Vlašimi, načež přestoupil do Zbrojovky Brno.

### FK Senica
V roce 2011 zamířil do Senice, kde podepsal tříletý kontrakt. Ve slovenské nejvyšší soutěži debutoval pod trenérem Stanislavem Grigou v ligovém utkání 1. kola 16. července 2011 proti 1. FC Tatran Prešov (výhra Senice 3:0), odehrál 88 minut a vstřelil svůj první gól za mužstvo. V červenci 2013 prodloužil s týmem smlouvu do léta 2015 s následnou opcí. 9. 11. 2014 v 17. kole nejvyšší soutěže vsítil gól na 2:1 a porazil se svým mužstvem po více než čtyřech letech v lize Slovan Bratislava. Ve 24. kole 4. dubna 2015 se blýskl hattrickem proti FK Dukla Banská Bystrica a výrazně se podílel na výhře svého týmu 4:0. V sezóně 2014/15 se stal s 19 vstřelenými góly nejlepším kanonýrem slovenské nejvyšší ligy (společně s chorvatským hráčem Matejem Jelićem), během sezóny přitom nastupoval i v obraně. Překonal klubový rekord v počtu nastřílených branek za sezónu, který předtím držel Ondřej Smetana (18 gólů v sezóně 2010/11).

### FK Mladá Boleslav
V únoru 2016 se vrátil do ČR a přestoupil do klubu FK Mladá Boleslav, který hledal náhradu za Jiřího Skaláka, jenž odešel hrát do druhé anglické ligy za Brighton & Hove Albion FC.

### MFK Karviná
V lednu 2017 odešel z Mladé Boleslavi na hostování do klubu MFK Karviná, jehož A-tým vedl trenér Jozef Weber. V jarní části sezóny 2016/17 odehrál 12 ligových zápasů, v nichž dvakrát skóroval.
V červnu 2017 se s Karvinou dohodl na trvalém přestupu z Mladé Boleslavi.
FC Zlín
V létě 2025 přestoupil do FC Zlín, kde hned v úvodu sezony nastoupil proti bývalému klubu 1 FC Slovácko, kde strávil 7 sezón. Bohužel byl smutným hrdinou, když vstřelil vlastní gól a svému bývalému klubu zajistil bod za remízu. 
Měla o něj zájem i Zbrojovka Brno, kde trénuje Martin Svědík, který Jana trénoval ve Slovácku, a Artis Brno, Jan si však vybral Zlín a možnost zahrát si v závěru kariéry nejvyšší fotbalovou soutěž.

## Osobní život
Dne 5. 11. 2014 porodila fotbalistova přítelkyně Dagmar v myjavské porodnici syna Dominika. Gól, který hráč vstřelil do sítě Slovanu Bratislava v 17. kole, věnoval svému novorozenému potomkovi.